# Tecnam P2004 Bravo
Tecnam P2004 Bravo je dvosedežno visokokrilno ultralahko športno letalo italijanskega proizvajalca Tecnam. P2004 je podoben P92 Echo Super, vendar ima P2004 za razliko od njega kantilever krilo. 
P2004 Bravo ima fiksno trickel pristajalno podvozje.

## Specifikacije (P2004 Bravo)
Podatki iz http://www.tecnam.com/
Splošne karakteristike
- Posadka: 1 pilot
- Število sedežev: 1 potnikv
- Dolžina: 6,61 m (21 ft 8 in)
- Razpon kril: 8,40 m (27 ft 6 in)
- Višina: 2,60 m (8 ft 6 in)
- Površina kril: 11 m2 (118,4 ft2)
- Teža praznega letala: 331 kg (730 lb)
- Uporaben tovor: 269 kg (590 lb)
- Maks. vzletna teža: 600 kg (1320 lb)
- Pogon letala: 1 ×  GT Rotax 912ULS, 100 KM (73,5 kW)

 Zmogljivost 
- Neprekoračljiva hitrost: 290 km/h (156 vozlov)
- Maks. hitrost: 222 km/h na nivoju morja (120 vozlov)
- Potovalna hitrost: 215 km/h (116 vozlov)
- Hitrost porušitve vzgona: 64 km/h (34,5 vozlov)
- Višina leta: 4000 m (13110 ft)
- Hitrost vzpenjanja: 366 m/min (1200 ft/min)
- Obremenitev kril: 54 kg/m2 (11,15 lb/ft2)
- Vzletna razdalja: 140 m (460 ft)
- Pristajalna razdalja: 120 m (394 ft)